# HackThisSite
HackThisSite.org, también denominado HTS, es un sitio web dedicado a la piratería y a la seguridad en línea. La organización es utilizada por más de 1.300.000 usuarios El número real de miembros activos es más bajo porque la mayoría de las cuentas no se utilizan nunca o se utilizan brevemente tras crearlas. Diariamente se registran una media de 0,50 miembros y ha tenido un máximo de 1478 usuarios en línea al mismo tiempo. Su objetivo es enseñar piratería informática o hacking a los usuarios a través de una serie de desafíos, utilizando un entorno legal y seguro.
HackThisSite está compuesto de un pequeño equipo de desarrolladores y moderadores que dan mantenimiento a un sitio web, un servidor IRC, y a proyectos relacionados. Producen el periódico en línea e-zine que se lanza en convenciones de hackers y a través de su portal hackbloc. Microcosm y Quimbys publican copias impresas. También existe una sección de noticias o blog dirigido por desarrolladores de software.

## IRC y foros
HackThisSite es conocido por su IRC, donde se congregan muchos de sus usuarios activos. En esta red los usuarios conversan sobre una plétora de tópicos que van desde la política actual hasta problemas técnicos de programación y sistemas operativos basados en Unix. Principalmente, la red HackThisSite IRC sirve de punto de reunión social para personas de mentalidad similar que quieran hablar de sus cosas. Como hay muchos canales en la red IRC, el canal principal #hackthissite tiene un parámetro +R que obliga a los usuarios a que se registren con un alias antes de unirse al canal así reduciendo las botnets que se producirían en el canal principal al tener que registrar cada alias en cada canal.
HackThisSite tiene en la actualidad un grupo principal de foros, debido a su reciente separación de CriticalSecurity.Net. Los Hackbloc Forums también tenían entonces muchos usuarios HackThisSite, sin embargo se cerraron recientemente. Antes de separarse los foros de CriticalSecurity.net tenían la mayoría de las discusiones HTS, específicamente para ayudar con los desafíos en el sitio y para responder a preguntas básicas sobre hacking. Los foros Hackbloc se centraban más en la discusión de hacktivismo y ofrecían un lugar para hablar de noticias y planear proyectos futuros. Mucha gente acusa los foros de ser demasiado novatos en comparación con IRC, probablemente porque muchos usuarios nuevos visitan los foros para pedir ayuda con los desafíos. HackThisSite está tomando medidas para intentar atraer a sus foros usuarios más cualificados.

## Artículos
Los miembros de HackThisSite contribuyen a la zona de artículos del sitio con textos originales. Esta zona está dividida en distintas secciones sobre una gama de tópicos. Algunas de estas secciones incluyen Ética, Tutoriales HTS Challenge y Activismo Político. Los tópicos que se cubren en estos artículos varían en complejidad, desde tutoriales para las misiones que provee HackThisSite, hasta artículos sobre técnicas avanzadas en una plétora de lenguajes de programación.

## Desafíos en misiones
HackThisSite también es anfitrión de una serie de misiones que simulan hacking en el mundo real. Estas van desde las diez misiones básicas donde uno intenta aprovecharse de errores de la programación del lado del servidor relativamente simples, hasta misiones difíciles de programación o de cracking de una aplicación. Las misiones funcionan con un sistema de puntos donde los usuarios reciben puntuación al completar las misiones.
En general, las misiones son gradualmente más difíciles según el usuario va avanzando por las categorías.

### Desafíos básicos y desafíos realistas
Los desafíos para hackers en la Web incluyen once desafíos Web básicos. Cada desafío consiste de una página de autenticación con un cuadro de entrada para contraseñas más otros ficheros que se deben atacar o explotar con el fin de obtener la contraseña correcta. Una autenticación con éxito en la página principal del desafío hará que el usuario avance al siguiente desafío. Estos desafíos se consideran simples y se utilizan como una introducción a la piratería informática o hacking.
Hay dieciséis misiones realistas que intentan imitar hacking de fácil a difícil en situaciones reales. Cada misión es un sitio web completo que presenta múltiples páginas y scripts. Los usuarios deben explotar con éxito una o más de las páginas de los sitios web para obtener acceso a los datos requeridos o para producir cambios.

### Misiones de programación
Existe también una sección de desafíos en programación. Actualmente esta sección consiste en doce desafíos que obligan al usuario a escribir un programa que realizará una función específica dentro de un número de segundos tras activarlo. Estos desafíos de programación van de misiones simples como análisis gramatical de los contenidos o parser, a hacer ingeniería inversa para un algoritmo criptográfico. Esto ayuda a los usuarios a desarrollar y practicar programación sobre la marcha.

### Misiones en aplicaciones
El objetivo de los desafíos en aplicaciones generalmente es extraer una clave de una aplicación, normalmente utilizando alguna forma de ingeniería inversa. Otros desafíos pueden entrañar la manipulación de programas.

### Misiones nuevas
Recientemente, HTS ideó algunos desafíos lógicos los cuales como proclama moo, el robot oficial de HTS, "no son un desafío para vencer como el resto de los desafíos HTS, los debes superar resolviéndolos tú y solamente tú". En abril de 2009, se inhabilitaron los desafíos lógicos y se borraron todos los puntos obtenidos por medio de estos. Los motivos que se citaron fueron que las respuestas se podían encontrar fácilmente en Internet.
Una creación reciente son las misiones "básicas prolongadas". Estas están diseñadas como misiones de revisión de códigos donde se aprende a leer el código y a buscar fallos.
Otras misiones conocidas como "las misiones HTS" consistían en un conjunto de 10 huevos de Pascua escondidos en HTS. Una de estas misiones, por ejemplo, era un Panel Administrativo falso. Los desarrolladores decidieron más tarde que había que borrar los huevos de Pascua HTS porque permitían exploits de SQL y XSS y debido a esto muchos miembros sometieron informes falsos sobre errores o problemas.

### Misiones de esteganografía
También existen misiones de esteganografía disponibles en el sitio web. El objetivo en estas misiones es la extracción de mensajes escondidos en un fichero mediático que se suministra. Hay 17 misiones de esteganografía disponibles.

## Root This Box (Rompe el Sistema)
HackThisSite también dirige una serie de desafíos en directo llamados RootThisBox donde, tanto en equipo como individualmente, pueden configurar sus sistemas para que sus ordenadores se puedan utilizar como blanco. Los jugadores entonces pueden intentar obtener acceso a estos ordenadores y después intentar defenderlos de otros hackers. Este proyecto está siendo reconstruido en la actualidad.

## Controversia
La autodescripción de HackThisSite como un "campo de entrenamiento para los hacker" ha recibido acusaciones de que alenta a la gente a romper la ley. Mucha gente relacionada con este sitio afirma que aunque algunas destrezas enseñadas pueden usarse para actividades ilegales, HackThisSite no participa o apoya tales actividades. A pesar de esto, varios miembros han sido arrestados y condenados por alguna actividad ilegal como el fundador de HackThisSite Jeremy Hammond.

### El incidente phpBB/HowDark
En noviembre del 2004, el ahora inactivo Grupo de Seguridad HowDark con base en HackThisSite, notificó al Grupo phpBB, creadores del software Bulletin Board phpBB, sobre una seria vulnerabilidad
 en el producto. Esta se mantuvo encubierta mientras se informaba a los administradores de phpBB, quienes después de revisarla procedieron a quitar importancia a los riesgos.
Como el Grupo no hizo nada, HowDark publicó el problema en la lista de correo bugtraq. Algunos usuarios maliciosos encontraron y se aprovecharon de la vulnerabilidad teniendo como consecuencia la caída de varios sitios web y tablones de phpBB. Solo entonces los administradores lo notaron y lanzaron una corrección. Pero la lentitud con que los usuarios actualizaron la corrección resultó en una implementación del exploit  en el gusano informático Perl/Santy (leer artículo) que canceló más de 40.000 sitios web y tablones de anuncios a pocas horas de su salida.

### El incidente de Protest Warrior
El 17 de marzo del 2005 Jeremy Hammond, fundador de HackThisSite, fue arrestado tras una investigación del FBI sobre un supuesto hacking a un grupo político conservador activista denominado el Protest Warrior. El FBI hizo una redada en su apartamento y confiscó todo su equipo electrónico. El gobierno federal afirmó que un selecto grupo de hackers de HackThisSite lograron acceso a la base de datos de usuarios de Protest Warrior, obtuvieron información de tarjetas de crédito de los usuarios y conspiraron en ejecutar scripts que enviarían dinero automáticamente a un montón de organizaciones no lucrativas. La trama fue descubierta cuando un hacker dio el chivatazo diciendo que estaba descontento por el curso que estaban tomando las cosas.

### Problemas internos
Los administradores, los desarrolladores y los moderadores de HackThisSite están organizados de una manera democrática pero muy anárquica. Esta estructura parece funcionar la mayoría de las veces pero cuando hay desavenencias las lealtades no están muy claras. Por consiguiente, HackThisSite tiene una larga historia de administradores, desarrolladores y moderadores que se 
vuelven sombreros negros y deterioran gravemente el sitio o lo bajan completamente.
En el último ataque y el más grande que ha ocurrido, varios disidentes sombreros negros lograron acceso a nivel raíz del sitio y procedieron a hacer un borrado completo "rm -rf". HTS estuvo caído durante meses.